# ابو عمرو کندی
محمد بن یوسف بن یعقوب بن حفص بن یوسف بن نصیر أبو عمر التجیبی الکندی مشهور به ابو عمرو کندی (زاده ۱۰ ذی‌الحجه ۲۸۳ هـ/۱۸ ژانویه ۸۹۷ م—درگذشت ۳ رمضان ۳۵۰ هـ/۱۶ اکتبر ۹۶۱م) تاریخ‌نگار مصر است. در میان مورخان، به نظر می‌رسد ابن الحدید بیشترین تأثیر را بر او گذاشته باشد. او در پیش نسائی درس حدیث خواند و به نظر می‌رسد که خود نیز حدیث تدریس کرده‌است. راوی اصلی (حاکم) او ابن النحاس است. کتاب‌های تسمیة ولاة مصر و قضاة مصر در موزه بریتانیا نگهداری می‌شوند. این کتاب‌ها از نظر سیاسی نگاهی خارج از مرکز قدرت سیاسی و از نظر فقهی اطلاعات خوبی در مورد فقه و قضاوت در مصر می‌دهند.